# Murray, Utah
Murray är en stad i Salt Lake County i Utah. Vid 2010 års folkräkning hade Murray 46 746 invånare.